# Charly-sur-Marne
Charly-sur-Marne es una comuna francesa, situada en el departamento de Aisne, de la región de Alta Francia.
Hasta 2006 su nombre era Charly.

## Demografía
| 1 658 | 1 974 | 2 055 | 2 395 | 2 475 | 2 727 | 2 700 | 2 657 | 2 581 |
| Para los censos de 1962 a 1999 la población legal corresponde a la población sin duplicidades (Fuente: INSEE [Consultar]) |       |       |       |       |       |       |       |       |